# Північниця солонцева
Північниця солонцева (Samolus valerandi) – вид рослин родини Первоцвітові (Primulaceae).

## Опис
Багаторічна, трав'яниста, тьмяно-зелена рослина. Стебла (6)10–80 см. Листи 12–80(115) × 3.5–35(45) мм, обернено-яйцеподібні. Суцвіття прикінцеві, прості або розгалужені. Віночок 24 мм в діаметрі, білий. Плоди кулясті капсули 2,5–3,2 мм. Квітне з червня по листопад.

## Поширення
Азія, Середземномор'я, пд. і зх. Європа, Макаронезія; введений в Америці. Населяє мокрі канави, береги, тимчасово заболочені ґрунти; 0–1150 метрів.

## Галерея

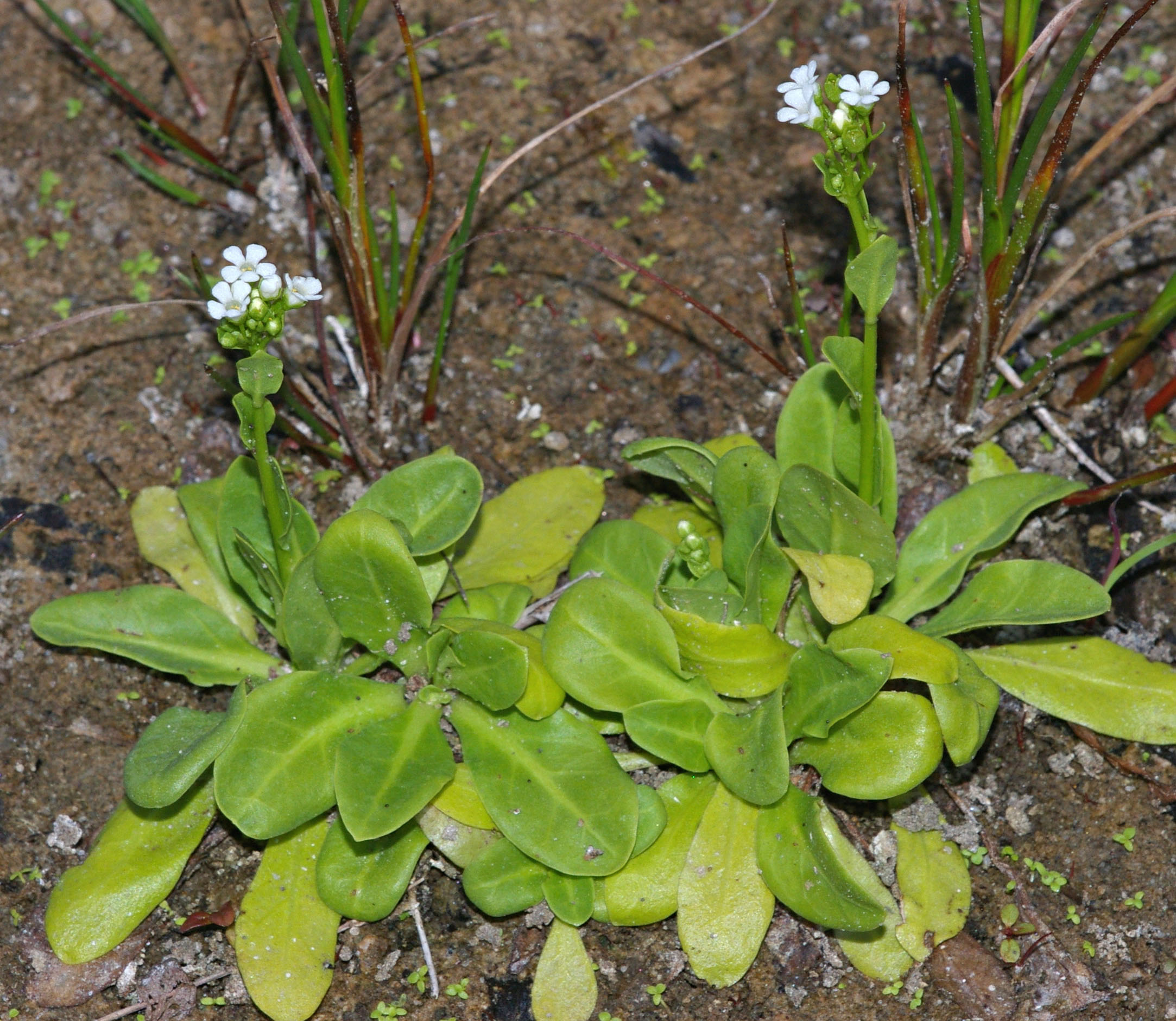
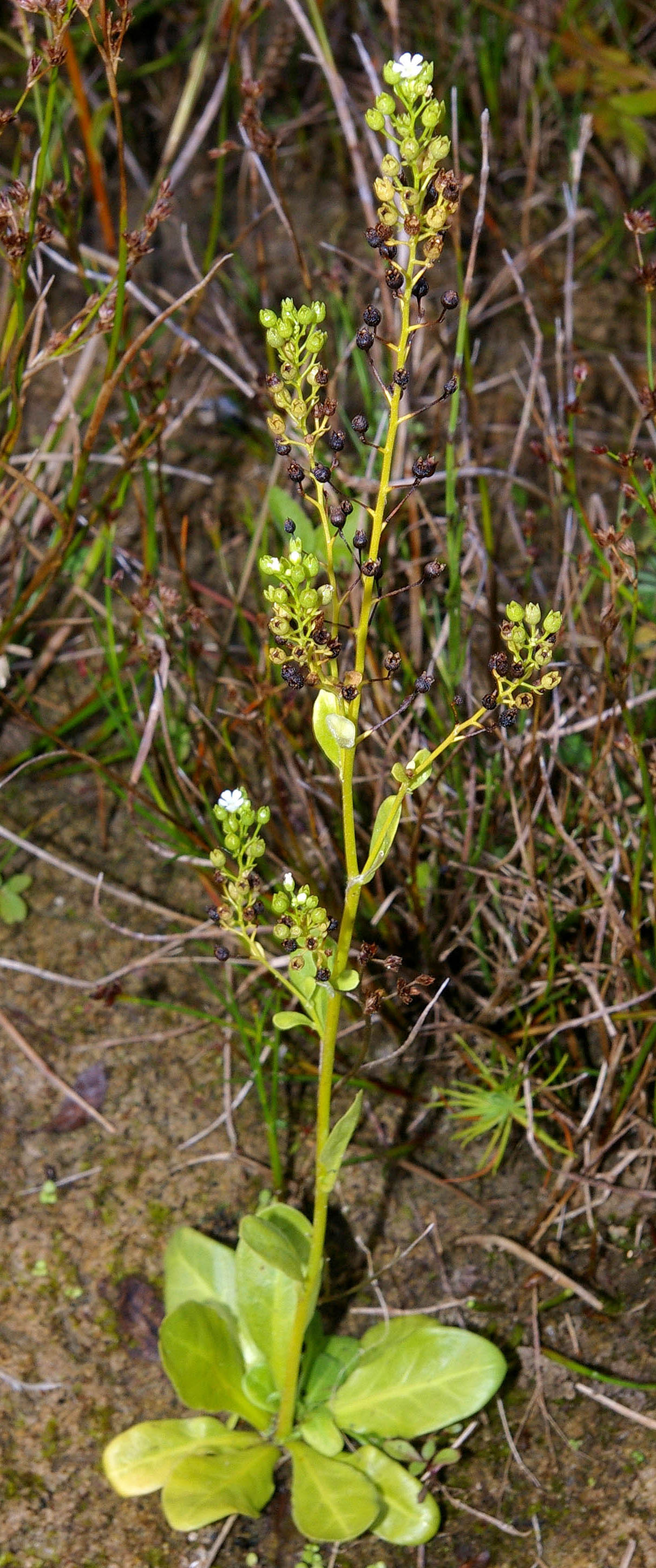
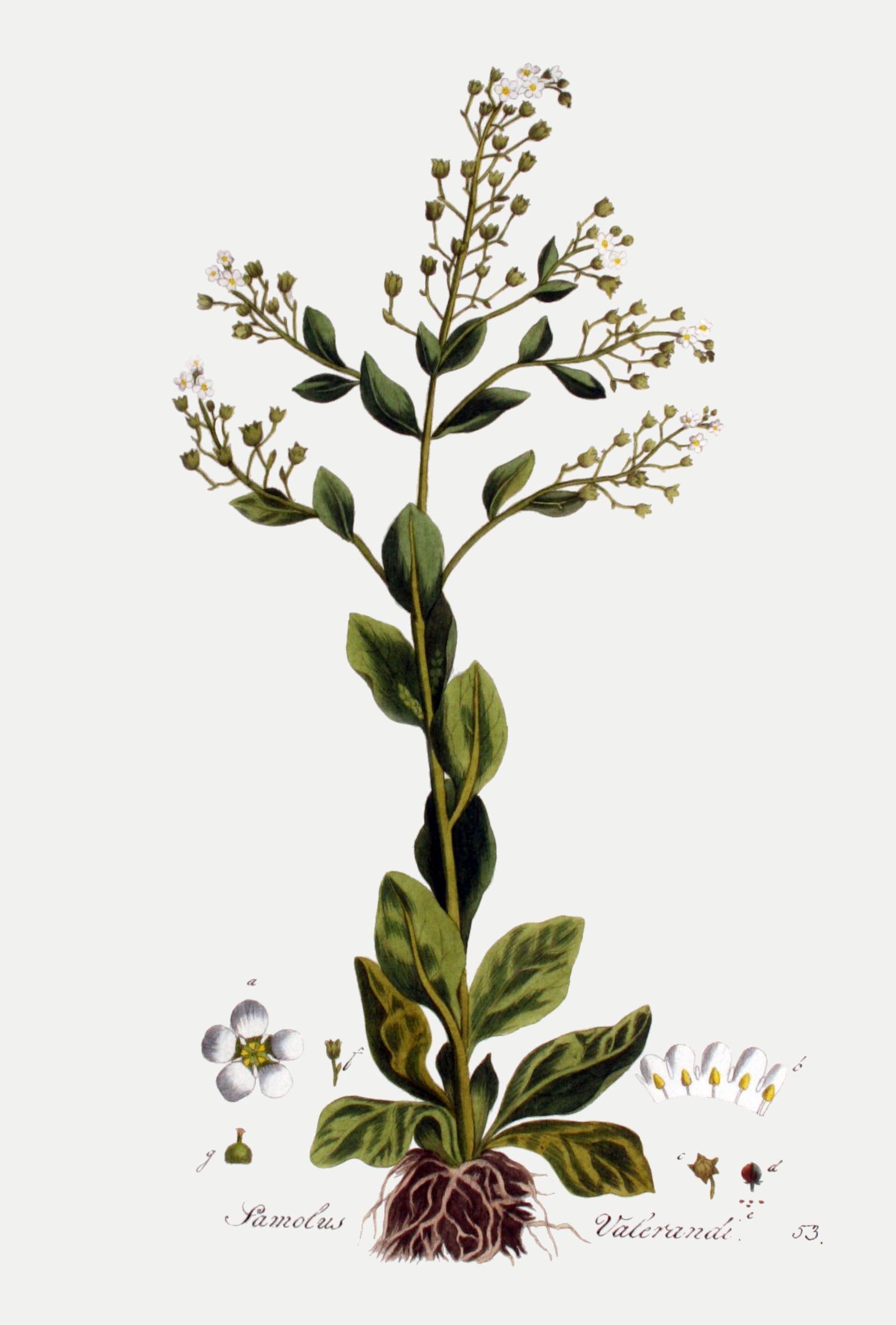